# Bitwa pod Kabeirą
Bitwa pod Kabeirą – starcie zbrojne, które miało miejsce w roku 72 p.n.e.
Po porażkach w roku 73 p.n.e. część sojuszników opuściła Mitrydatesa. Osłabiona armia króla Pontu w roku 72 p.n.e. stoczyła pod Kabeirą bitwę z wojskami rzymskimi dowodzonymi przez Lucjusza Licyniusza Lukullusa. Początkowo walki pod miastem obrały korzystny obrót dla wojsk pontyjskich, w ostateczności jednak Rzymianie, wykorzystując nieporozumienia w szeregach przeciwnika, zmusili go do ucieczki. Pozostałych w obozie Mitrydatesa maruderów legioniści wycięli, za resztą zaś pościg podjęła jazda. Jednakże żądni łupów żołnierze Lukullusa na widok bogactw rzucili się do grabieży, pozwalając ujść królowi Pontu wraz z liczbą 2000 jazdy. Pobity Mitrydates znalazł schronienie u króla Armenii Tigranesa.

## Literatura
- Bernard Nowaczyk: Powstanie Spartakusa 73–71 p.n.e., wyd. Bellona, Warszawa 2008.